# だんらん
『笑福亭仁鶴50周年記念ドラマ だんらん』（しょうふくていにかく50しゅうねんきねんどらま だんらん）は、関西テレビで2013年1月4日に放送された特別テレビドラマ。

## 概要
芸歴50周年の落語家笑福亭仁鶴が原案、俳優の佐藤二朗が脚本を担当した吉本興業創業100周年特別企画の特別ドラマ。舞台が大阪のため出演者のほとんどが関西出身である。撮影はテレビドラマ界で初めて全編iPhoneを使用している。

## キャスト
矢沢家
- 矢沢修（主人）：村上ショージ
- 矢沢道子（妻）：南野陽子
- 矢沢英吉（19歳の息子）：菅田将暉
- 矢沢里美（14歳の中学生の娘）：矢倉楓子（当時NMB48）
- 矢沢庄司（修の父）：近藤正臣

その他
- 小杉：ほっしゃん。
- 鬼頭宗雄：オール巨人
- 春日：佐藤二朗
- 所長：大平サブロー
- 小林：西川忠志
- 後藤時子：木下百花（当時NMB48）
- 綾：與儀ケイラ（当時NMB48）
- マキ：押谷かおり
- 江戸時代の落語家・落葉亭風琴（矢沢家のご先祖様）：笑福亭仁鶴
- 川下大洋
- 鈴木つかさ
- 朱帥明
- 土肥ポン太
- 八田麻住
- 野田裕成
- 福田薫
- 永沼伊久也
- 高樹リサ
- 重松由喜榮
- 高橋真理恵（KTVアナウンサー）

## スタッフ
- 原案：笑福亭仁鶴
- 脚本：佐藤二朗
- プロデューサー：山下有為、村野裕亮
- 演出：白木啓一郎
- 音楽：松下昇平
- 制作会社：KTV
- 制作協力：吉本興業